# Rio Guaporé
O rio Guaporé, conhecido na Bolívia como rio Iténez,é um curso de água da bacia do rio Amazonas, no Brasil e na Bolívia. Banha os estados de Mato Grosso e de Rondônia e os departamentos bolivianos de Santa Cruz e Beni, servindo de divisa entre os dois países.

## Curso e afluentes

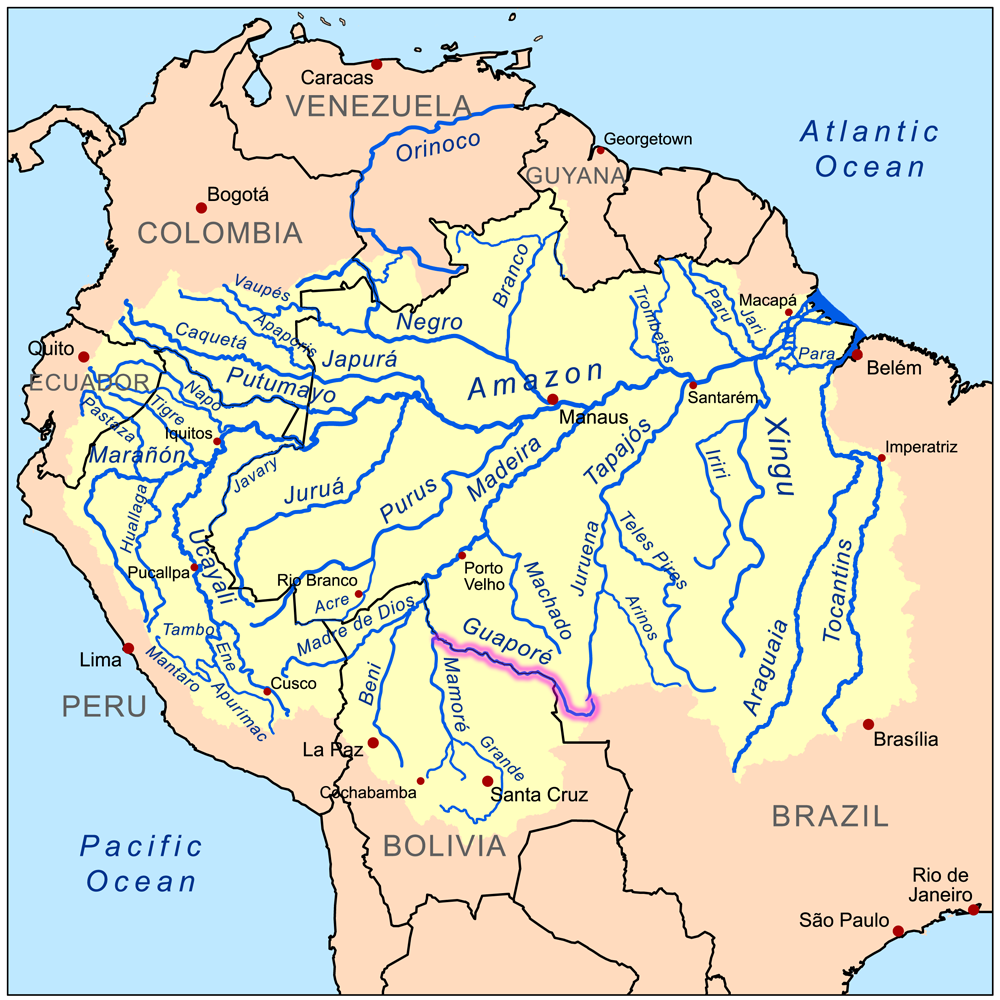
O rio Guaporé junta-se ao rio Mamoré, importante afluente do rio Madeira

O rio Guaporé nasce do encontro do rio Moleque, rio Sepultura e do rio Lagoazinha na chapada dos Parecis – MT, a 630 metros de altitude. Tem a sua foz no rio Mamoré, quando esse ingressa em território brasileiro. Sua extensão é de 1716 km, sendo que 1150 km são navegáveis a partir de Vila Bela da Santíssima Trindade (em todo seu percurso no estado de Rondônia, e uma pequena parte de Mato Grosso, onde corre no sentido leste-oeste), nesse trecho navegável faz fronteira entre o Brasil (margem norte) e a Bolívia (margem sul).
Seus principais afluentes são:
- na margem norte: os rios Sararé, Galera, Piolho, Piolhinho, Trinta e Dois, Vermelho, Sabão, Quariteré, São João, Cabixi, Escondido, Azul (Santa Cruz), Corumbiara, Verde, Mequens, Colorado, São Simão, Branco, São Miguel, Cautarinho, Paraguaçu, São Domingos, Ouro Fino e Cautário.
- na margem sul: os rios bolivianos: Paragaú, Colorado,  Pau Cerne, São José, São Simão, Baures, Itonamas, Blanco, Machupo, Alegre, Capivari e Verde[2].

## Biodiversidade e pesca
Devido à sua riquíssima biodiversidade, é muito procurado por pescadores de todo o país para a prática da pesca esportiva (pesque e solte) principalmente nas regiões da cidade de Cabixi (Vila Neide) e em Pimenteiras do Oeste (Rondônia), onde existem várias pousadas  e hotéis-fazenda.[carece de fontes?]

## Cidades
Os municípios brasileiros que situados às margens - ou próximos - do rio Guaporé pelo lado brasileiro são:
- Pontes e Lacerda-MT
- Vila Bela da Santíssima Trindade-MT
- Comodoro- MT - (Distante 85 km)
- Cabixi-RO - (Distante 40 km)
- Alta Floresta d'Oeste - RO
- Pimenteiras do Oeste-RO
- Costa Marques-RO
- Guajará-Mirim-RO

E pelo lado boliviano:
- Guayaramerín

## Afluentes
Lado brasileiro:
- Rio Galera
- Rio Escondido
- Rio Margarida
- Rio Cabixi (fronteira natural entre Mato Grosso e Rondônia)

## Povos nativos
A região do rio Guaporé podia ser dividida em duas áreas culturais:
- A margem direita do Baixo Guaporé, entre o rio Branco e a foz no rio Mamoré, era ocupada por nativos da etnia "chapacurans";
- A área compreendida pelas bacias dos rios Branco, Mequenes e Corumbiara, era ocupada por nativos que falavam línguas semelhantes ao jê.

Os chapacurans se subdividem nas seguintes tribos: chapacurans, "quitemocas", "rocorona", "morés" (também conhecidos como "itenes"), "huanyams", "matamas" (também conhecidos como "matauas"), "cujunas", "urunamacans", "cumanas", "urupás", "jarús" e "toras".
Sobre os nativos que habitavam segunda áreas, relata-se que:
- os "aruas" e os "macuaraps", habitavam em terras na bacia do Rio Branco;
- os "wayoros", habitavam na bacia do rio Colorado;
- os "amniapäs", os "guaratägajas" e os "cabishinanas" habitavam na bacia do Rio Mequenes;
- os "tuparís" e "kepikiriwats", nas cabeceiras sudeste dos tributários do rio Machado (Rio Ji-Paraná);
- os "tupians" ("yabutis" e "aricapus", habitavam nas cabeceiras do rio Branco;
- os "huaris", habitavam na bacia do Rio Corumbirara;
- os "puruborás", nas cabeceiras do rio São Miguel;
- os "palmellas", na margem direita do Rio Guaporé, entre as bocas dos rios Branco e Mequenes.

De um modo geral, entre as tribos que habitavam na bacia do rio Guaporé, a agricultura era a atividade econômica mais importante, tendo a caça uma importância menor. Eles cultivavam principalmente milho e amendoim, enquanto que a mandioca era de importância secundária para os nativos situados entre o rio Guaporé e rio Machado. Também havia a colheita de castanhas em certos períodos do ano.
Pescavam com flechas e venenos.
Suas aldeias eram construídas ao redor de alto poste central, e suas casas divididas por esteiras, nas quais habitavam diversas famílias.
Homens e mulheres cortavam seus cabelos na altura da testa, depilavam a têmpora e as sobrancelhas. Usavam tembetá (labret) de madeira ou resina na parte inferior dos lábios e
vários tipos de pin (alfinete) no septum nasal.
As mulheres andavam nuas e ornavam-se com contas de concha, colares, cintas e braceletes de algodão. Já os homens vestiam uma espécie de saiote (short skirt).
Pintavam seus corpos com o suco do jenipapo.
Todas as etnias, com exceção dos huaris, usavam canoas e transportavam rede de fibras de tucum em vez de cestas. A cerâmica era geralmente grossa e a argila usada não era temperada. Suas armas eram machados e flechas (ornadas com penas).